# Buchanan (Saskatchewan)
Buchanan es un pueblo canadiense situado en la provincia de Saskatchewan.

## Superficie
Buchanan tiene una superficie de 1,13 km².

## Demografía
En 2021, tenía 237 habitantes, una densidad poblacional de 209,4 hab./km², y 141 viviendas.